# 超级碗
超級盃是國家美式足球聯盟的年度冠軍赛，胜者被称为“世界冠军”。伴随比赛举行还会有盛大的庆祝活动。超級盃一般在每年1月最後一個或2月第一個星期天舉行，那一天称为超級盃星期天（Super Bowl Sunday）。超級盃多年来都是全美收视率最高的电视节目，并逐渐成为一个非官方的全国性节日。在超級盃开场前和中场休息的时候，会有很多流行歌手和音乐人进行演出。另外，超級盃星期天是美国单日食品消耗量第二高的日子，仅次于感恩节。為讓全國觀衆能欣賞超級盃賽事，在超級盃賽事舉行當日多項體育賽事均會作出讓步。如NBA則在超級盃賽事當日只舉行1-2場賽事，而且都在當地時間中午舉行以配合超級盃的比賽時間。
超級盃是比賽雙方所爭奪獎盃的名字，亦是比賽的名字。參與球隊為該球季的美國美式足球聯會（American Football Conference，簡稱AFC或美聯）冠軍以及國家美式足球聯會（NFC，包括前NFL）冠軍。截至2024賽季，NFC（包括前NFL）的球队共获得28次超級盃冠军，AFC（包括前AFL）一共获得了30次。

## 歷史
超級盃的歷史與兩個足球聯盟有關，當時美式足球是分開兩個聯盟，分別是美國美式足球聯盟以及國家美式足球聯盟。第一屆超级碗，舊稱AFL-NFL 世界冠軍賽（AFL-NFL World Championship Game），於1967年1月15日舉行，由NFL冠軍與競爭對手美國美式足球聯盟（American Football League，AFL）冠軍來爭奪「職業美式足球世界冠軍」（World Championship of Professional Football）。在兩個聯盟於1970年合併為美國聯會（AFC）和國家聯會（NFC）後超級盃成為了NFL的冠軍賽。比賽時間在一月中下旬及二月初，但近年的比賽都在二月初的第一個星期日進行比賽。
超級盃的屆別是以羅馬數字命名，例如1967年的第一屆超級盃，原名是Super Bowl I，而1968年舉行的超級盃是Super Bowl II，如此類推。第五十屆超級盃則例外，因要紀念超級盃50周年，所以該屆的屆別以阿拉伯數字命名，即Super Bowl 50。

## 源由
當時AFL和NFL其中一個合併條件是，AFL和NFL的冠軍必須再戰一次，以決出「美式足球世界冠軍」。超级碗的名字源由是一個玩具而改名，當時其中一名負責處理合併事宜的成員是前堪薩斯城酋長的擁有人Lamar Hunt提議名為超级碗（Super Bowl），因為他曾看到小朋友所玩耍的玩具是超級球（Super Ball），當時大學美式足球比賽的獎盃多數稱為「盃」。當時他也提議如果找到更好的名字，就將之取代。不過在第一屆美式足球世界冠軍戰後，亦被稱為超级碗。

## 晉身超級盃
如果要晉身超級碗的話，首先要在例行賽取得好成績，則有機會晉身季後賽，在2006年球季，每個聯會的四個分區的第一名自動晉身季後賽，此外其餘兩個餘額就以該聯會的最佳成績決定，此為外卡（Wild Card）名額。
當球隊在所屬聯會的冠軍戰取得勝利後，就可以晉身超級碗。

## 球場
舉行的球場在根據NFL會方在3年到5年前決定，球場會根據NFL所屬的球場決定，在這個情況下，球隊將會有機會會在自己的「主場」進行超級碗，而目前曾在自己的主場參加超級盃的球隊有第五十五屆超級盃的坦帕灣海盜以及第五十六屆超級盃的洛杉磯公羊，而坦帕灣海盜與洛杉磯公羊亦分別於當屆的超級盃奪得冠軍。目前最多舉辦超級盃的地方是新奧爾良，當中六次在路易斯安娜超級巨蛋，其餘三次為Tulane球場。

## 電視轉播
在美國，超級碗擁有很高的收視率，根據AC尼爾森的收視調查，平均收視率為40-60%左右，當中的40%為長時間觀看比賽的觀眾，其餘為在任何一個時段觀看的觀眾。大約80-90%觀眾收看超級盃在任何一個時段。
最高的收視率是第十六屆超級盃，平均收視為49.1%，收尼爾森收視調查中是所有節目第四大，此外第十二屆、第十七屆及第二十屆收視在十大收視節目之一。在高收視帶領之下，吸引到不少企業在超級盃比賽期間宣傳，這些都是新廣告，有部份觀眾收看超級盃只是為了觀看新的廣告以及半場時間的表演。
此外，近年來超級盃亦在世界各地同步直播，以第四十一屆超級盃為例，超過200個地區及國家直播及轉播超級盃的比賽。

## 冠軍列表
| AFL-NFL冠軍戰        | AFL-NFL冠軍戰 | AFL-NFL冠軍戰  | AFL-NFL冠軍戰 | AFL-NFL冠軍戰    | AFL-NFL冠軍戰                   | AFL-NFL冠軍戰 |
| 比賽                 | 日期          | 勝方           | 比分          | 負方             | 球場及城市                      |               |
| -------------------- | ------------- | -------------- | ------------- | ---------------- | ------------------------------- | ------------- |
| I                    | 1967年1月15日 | 綠灣包裝工     | 35-10         | 堪薩斯城酋長     | 洛杉磯 洛杉磯紀念體育場         |               |
| II                   | 1968年1月14日 | 綠灣包裝工     | 33-14         | 奧克蘭突擊者     | 邁阿密 邁阿密橙碗               |               |
| III                  | 1969年1月12日 | 紐約噴射機     | 16-7          | 巴爾的摩小馬     | 邁阿密 邁阿密橙碗               |               |
| IV                   | 1970年1月11日 | 堪薩斯城酋長   | 23-7          | 明尼蘇達維京人   | 新奧爾良 杜蘭體育場             |               |
| 國家美式足球聯盟冠軍 |               |                |               |                  |                                 |               |
| 比賽                 | 日期          | 勝方           | 比分          | 負方             | 球場及城市                      |               |
| V                    | 1971年1月17日 | 巴爾的摩小馬   | 16-13         | 達拉斯牛仔       | 邁阿密 邁阿密橙碗               |               |
| VI                   | 1972年1月16日 | 達拉斯牛仔     | 24-3          | 邁阿密海豚       | 新奧爾良 杜蘭體育場             |               |
| VII                  | 1973年1月14日 | 邁阿密海豚     | 14-7          | 華盛頓紅人       | 洛杉磯 洛杉磯紀念體育場         |               |
| VIII                 | 1974年1月13日 | 邁阿密海豚     | 24-7          | 明尼蘇達維京人   | 侯斯頓 萊斯體育場               |               |
| IX                   | 1975年1月12日 | 匹茲堡鋼人     | 16-6          | 明尼蘇達維京人   | 新奧爾良 杜蘭體育場             |               |
| X                    | 1976年1月18日 | 匹茲堡鋼人     | 21-17         | 達拉斯牛仔       | 邁阿密 邁阿密橙碗               |               |
| XI                   | 1977年1月9日  | 奧克蘭突擊者   | 32-14         | 明尼蘇達維京人   | 帕薩迪納 玫瑰碗球場             |               |
| XII                  | 1978年1月15日 | 達拉斯牛仔     | 27-10         | 丹佛野馬         | 新奧爾良 路易斯安娜超級巨蛋     |               |
| XIII                 | 1979年1月21日 | 匹茲堡鋼人     | 35-31         | 達拉斯牛仔       | 邁阿密 邁阿密橙碗               |               |
| XIV                  | 1980年1月20日 | 匹茲堡鋼人     | 31-19         | 洛杉磯公羊       | 帕薩迪納 玫瑰碗球場             |               |
| XV                   | 1981年1月25日 | 奧克蘭突擊者   | 27-10         | 費城老鷹         | 新奧爾良 路易斯安娜超級巨蛋     |               |
| XVI                  | 1982年1月24日 | 三藩市49人     | 26-21         | 辛辛那提孟加拉虎 | 龐蒂亞克銀蛋球場                        |               |
| XVII                 | 1983年1月30日 | 華盛頓紅人     | 27-17         | 邁阿密海豚       | 帕薩迪納 玫瑰碗球場             |               |
| XVIII                | 1984年1月22日 | 洛杉磯突擊者   | 38-9          | 華盛頓紅人       | 坦帕 坦帕體育場                 |               |
| XIX                  | 1985年1月20日 | 三藩市49人     | 38-16         | 邁阿密海豚       | 史丹福 史丹福體育場             |               |
| XX                   | 1986年1月26日 | 芝加哥熊       | 46-10         | 新英格蘭愛國者   | 新奧爾良 路易斯安娜超級巨蛋     |               |
| XXI                  | 1987年1月25日 | 紐約巨人       | 39-20         | 丹佛野馬         | 帕薩迪納 玫瑰碗球場             |               |
| XXII                 | 1988年1月31日 | 華盛頓紅人     | 42-10         | 丹佛野馬         | 聖地牙哥 傑克墨菲體育場         |               |
| XXIII                | 1989年1月22日 | 三藩市49人     | 20-16         | 辛辛那提孟加拉虎 | 邁阿密 喬·羅比體育場            |               |
| XXIV                 | 1990年1月28日 | 三藩市49人     | 55-10         | 丹佛野馬         | 新奧爾良 路易斯安娜超級巨蛋     |               |
| XXV                  | 1991年1月27日 | 紐約巨人       | 20-19         | 水牛城比爾       | 坦帕 坦帕體育場                 |               |
| XXVI                 | 1992年1月26日 | 華盛頓紅人     | 37-24         | 水牛城比爾       | 明尼阿波利斯 都會巨蛋           |               |
| XXVII                | 1993年1月31日 | 達拉斯牛仔     | 52-17         | 水牛城比爾       | 帕薩迪納 玫瑰碗球場             |               |
| XXVIII               | 1994年1月30日 | 達拉斯牛仔     | 30-13         | 水牛城比爾       | 亞特蘭大 喬治亞巨蛋             |               |
| XXIX                 | 1995年1月29日 | 三藩市49人     | 49-26         | 圣迭戈闪电       | 邁阿密 喬·羅比體育場            |               |
| XXX                  | 1996年1月28日 | 達拉斯牛仔     | 27-17         | 匹茲堡鋼人       | 坦佩 太陽惡魔球場               |               |
| XXXI                 | 1997年1月26日 | 綠灣包裝工     | 35-21         | 新英格蘭愛國者   | 新奧爾良 路易斯安娜超級巨蛋     |               |
| XXXII                | 1998年1月25日 | 丹佛野馬       | 31-24         | 綠灣包裝工       | 聖地牙哥 高通体育场             |               |
| XXXIII               | 1999年1月31日 | 丹佛野馬       | 34-19         | 亞特蘭大獵鷹     | 邁阿密 職業球員球場             |               |
| XXXIV                | 2000年1月30日 | 聖路易斯公羊   | 23-16         | 田納西泰坦       | 亞特蘭大 喬治亞巨蛋             |               |
| XXXV                 | 2001年1月28日 | 巴爾的摩烏鴉   | 34-7          | 紐約巨人         | 坦帕 雷蒙詹姆斯體育場           |               |
| XXXVI                | 2002年2月3日  | 新英格蘭愛國者 | 20-17         | 聖路易斯公羊     | 新奧爾良 路易斯安娜超級巨蛋     |               |
| XXXVII               | 2003年1月26日 | 坦帕灣海盜     | 48-21         | 奧克蘭突擊者     | 聖地牙哥 高通體育場             |               |
| XXXVIII              | 2004年2月1日  | 新英格蘭愛國者 | 32-29         | 卡罗来那黑豹     | 休士頓 Reliant體育場            |               |
| XXXIX                | 2005年2月6日  | 新英格蘭愛國者 | 24-21         | 費城老鷹         | 杰克逊维尔 Alltel體育場         |               |
| XL                   | 2006年2月5日  | 匹茲堡鋼人     | 21-10         | 西雅圖海鷹       | 底特律 福特球場                 |               |
| XLI                  | 2007年2月4日  | 印城小馬       | 29-17         | 芝加哥熊         | 邁阿密 海豚球場                 |               |
| XLII                 | 2008年2月3日  | 纽约巨人       | 17-14         | 新英格兰爱国者   | 格伦代尔 菲尼克斯大学体育场     |               |
| XLIII                | 2009年2月1日  | 匹兹堡钢人     | 27-23         | 亚利桑那红雀     | 坦帕 雷蒙詹姆斯體育場           |               |
| XLIV                 | 2010年2月7日  | 紐奧良聖徒     | 31-17         | 印城小馬         | 邁阿密 永明體育場               |               |
| XLV                  | 2011年2月6日  | 綠灣包裝工     | 31-25         | 匹茲堡鋼人       | 阿靈頓 牛仔體育場               |               |
| XLVI                 | 2012年2月5日  | 紐約巨人       | 21-17         | 新英格蘭愛國者   | 印第安納波利斯 魯卡斯石油體育場 |               |
| XLVII                | 2013年2月3日  | 巴爾的摩烏鴉   | 34-31         | 舊金山49人       | 新奧爾良 梅賽德斯-賓士超級巨蛋  |               |
| XLVIII               | 2014年2月2日  | 西雅圖海鷹     | 43-8          | 丹佛野馬         | 東盧瑟福 大都會人壽體育場       |               |
| XLIX                 | 2015年2月1日  | 新英格蘭愛國者 | 28-24         | 西雅圖海鷹       | 格伦代尔 菲尼克斯大学体育场     |               |
| 50                   | 2016年2月7日  | 丹佛野馬       | 24-10         | 卡羅萊納黑豹     | 舊金山 李維斯體育場             |               |
| LI                   | 2017年2月5日  | 新英格蘭愛國者 | 34-28 (OT)    | 亞特蘭大獵鷹     | 休士頓 NRG體育場                |               |
| LII                  | 2018年2月4日  | 费城老鹰       | 41-33         | 新英格兰爱国者   | 明尼亞波利斯 美國合眾銀行體育場 |               |
| LIII                 | 2019年2月3日  | 新英格兰爱国者 | 13-3          | 洛杉磯公羊       | 亞特蘭大 梅賽德斯-賓士體育場    |               |
| LIV                  | 2020年2月2日  | 堪薩斯城酋長   | 31-20         | 舊金山49人       | 迈阿密加登斯 硬石體育場         |               |
| LV                   | 2021年2月7日  | 坦帕灣海盜     | 31-9          | 堪薩斯城酋長     | 坦帕 雷蒙詹姆斯體育場           |               |
| LVI                  | 2022年2月13日 | 洛杉磯公羊     | 23-20         | 辛辛那提孟加拉虎 | 英格爾伍德 SoFi體育場           |               |
| LVII                 | 2023年2月12日 | 堪萨斯城酋长   | 38-35         | 费城老鹰         | 格伦代尔 州立農業體育場         |               |
| LVIII                | 2024年2月11日 | 堪萨斯城酋长   | 25-22 (OT)    | 舊金山49人       | 天堂市 忠實體育場               |               |
| LIX                  | 2025年2月9日  | 费城老鹰       | 40-22         | 堪萨斯城酋长     | 路易斯安那 凱撒超級巨蛋         |               |

## 中场秀
超级碗中场休息时间由原来的12分钟延长至30分钟，最初是由大学的行进乐队进行表演，从1991年起开始邀请大牌明星和音乐家进行演出，形成15分钟左右的“超级碗中场秀”。1993年著名歌手迈克尔·杰克逊在超级碗中场秀的表演轰动全球，从而令超级碗中场秀成为美国流行文化的年度盛事之一。正因如此，近年超級碗中場秀成為當紅歌手的里程碑。
| 年份 | 主嘉宾                                                             | 客串艺人                                              |
| ---- | ------------------------------------------------------------------ | ----------------------------------------------------- |
| 1991 | 街頭頑童                                                           |                                                       |
| 1992 | 史蒂维·旺德、格洛丽亚·埃斯特凡                                     |                                                       |
| 1993 | 迈克尔·杰克逊                                                      |                                                       |
| 1994 | 柯林·布雷克、崔维斯·崔特、谭妮雅·塔克、贾德母女乡村组合            |                                                       |
| 1995 | 佩蒂·拉貝爾、泰迪·潘德葛雷斯、托尼·班内特                          |                                                       |
| 1996 | 戴安娜·罗斯                                                        | 至上女声组合                                          |
| 1997 | 布鲁斯兄弟、詹姆士·布朗、ZZ Top                                    |                                                       |
| 1998 | 拉蒂法女皇、大人小孩雙拍檔                                         | 史摩基·羅賓森、誘惑合唱團                             |
| 1999 | 史蒂维·旺德、格洛丽亚·埃斯特凡                                     |                                                       |
| 2000 | 菲爾·柯林斯、唐妮·布蕾斯顿、克莉絲汀·阿奎萊拉、安立奎·伊格萊西亞斯 |                                                       |
| 2001 | 空中铁匠、布蘭妮·斯皮爾斯、超級男孩、耐利、 玛丽·布莱姬            |                                                       |
| 2002 | U2                                                                 |                                                       |
| 2003 | 仙妮亞·唐恩、不要懷疑、斯汀                                        |                                                       |
| 2004 | 珍妮·杰克逊、賈斯汀·提姆布萊克                                     | 耐利、吹牛老爹、摇滚小子                              |
| 2005 | 保罗·麦卡特尼                                                      |                                                       |
| 2006 | 滚石乐队                                                           |                                                       |
| 2007 | 王子                                                               |                                                       |
| 2008 | 湯姆·佩蒂與傷心人樂團                                              |                                                       |
| 2009 | 布魯斯·斯普林斯汀                                                  |                                                       |
| 2010 | 谁人乐队                                                           |                                                       |
| 2011 | 黑眼豆豆                                                           | 枪与玫瑰、亚瑟小子                                    |
| 2012 | 麥當娜                                                             | CeeLo Green、妮琪·米娜、M.I.A.、笑本部                |
| 2013 | 碧昂絲                                                             | 天命真女                                              |
| 2014 | 布鲁诺·马尔斯                                                      | 嗆辣紅椒                                              |
| 2015 | 凱蒂·佩芮                                                          | 藍尼·克羅維茲、Missy Elliott、Sun_Devil_Marching_Band |
| 2016 | Coldplay                                                           | 布鲁诺·马尔斯、碧昂絲                                 |
| 2017 | Lady Gaga                                                          |                                                       |
| 2018 | 賈斯汀·提姆布萊克                                                  |                                                       |
| 2019 | 魔力紅                                                             | 特拉维斯·斯科特、Big Boi                              |
| 2020 | 珍妮佛·洛佩兹、夏奇拉                                              | 特別嘉賓：壞兔子（Bad bunny）、J.巴爾文（J balvin）   |
| 2021 | 威肯                                                               |                                                       |
| 2022 | Dr. Dre、阿姆、史努比狗狗、瑪麗·布萊姬、肯卓克·拉瑪                | 50 Cent、安德森·帕克                                  |
| 2023 | 蕾哈娜                                                             |                                                       |
| 2024 | 亞瑟小子                                                           |                                                       |
| 2025 | 肯卓克·拉瑪                                                        | 詩莎                                                  |

## 醜聞
2004年第三十八屆超級碗，珍妮·傑克遜在超級盃比赛半場休息表演時，在億萬觀眾面前被裸露右胸，引起很大爭議。最後傑克遜不得不道歉，當時轉播比赛的哥倫比亞廣播公司的母公司維亞康姆也為此付出巨额罰款，向哥倫比亞的每家公司最少罰款2萬7500美元。

### 引用
1. ↑  Rex W. Huppke. . 芝加哥論壇報. 2007-01-30  [2007-01-31]. （原始内容 (html)存档于2007-02-02）. Lamar Hunt, who died in December, coined the term Super Bowl in the late 1960s after watching his kids play with a Super Ball, the bouncy creation of iconic toy manufacturer Wham-O.
2. ↑  Associated Press. . MSNBC.com. 2006年2月7日  [2007-01-15]. （原始内容存档于2006-02-08）.
3. ↑  . Nielsen Media Research. 2000-04-30  [2007-01-15]. （原始内容存档于2008-05-13）.
4. ↑  . Billboard.   [2020-02-25]. （原始内容存档于2020-01-24）.

## 外部連結
- 超級盃官方網站 （页面存档备份，存于）（英文）
- 國家美式足球聯盟官方網站 （页面存档备份，存于）（英文）
- 國家美式足球聯盟中文網站（NFLChina.com） （页面存档备份，存于）（中文）